# Bupa
Bupa – brytyjska międzynarodowa grupa oferująca usługi z zakresu opieki zdrowotnej, mająca siedzibę w Londynie. Obsługuje około 43 milionów klientów w 190 krajach, w tym w Polsce.
W 2012 roku nabyła Lux Med, największą prywatną sieć medyczną w Polsce, za 400 milionów euro.